# Kielmeyera neglecta
Kielmeyera neglecta är en tvåhjärtbladig växtart som beskrevs av N. Saddi. Kielmeyera neglecta ingår i släktet Kielmeyera och familjen Calophyllaceae. Utöver nominatformen finns också underarten K. n. neglectiifolia.